# Orusts och Tjörns kontrakt
Orusts och Tjörns kontrakt var ett kontrakt i Göteborgs stift inom Svenska kyrkan. Det omfattade församlingarna på öarna Tjörn och Orust i Bohuslän och småöarna däromkring. Området motsvarade Tjörns kommun och Orusts kommun. Kontraktet upphörde 1 april 2007 och dess församlingar övergick då till Stenungsunds kontrakt.
Kontraktskod var 0807.

## Administrativ historik
Kontraktet bildades 1830 genom en utbrytning ur Älvsyssels norra kontrakt och omfattade
- Stenkyrka församling
- Klövedals församling
- Valla församling
- Rönnängs församling
- Morlanda församling
- Klädesholmens församling
- Käringöns församling som 2006 uppgick i Morlanda församling
- Mollösunds församling som 2006 uppgick i Morlanda församling
- Gullholmens församling som 2006 uppgick i Morlanda församling
- Skaftö församling som 1995 överfördes till Vikornes södra kontrakt
- Tegneby församling
- Röra församling
- Stala församling
- Myckleby församling
- Långelanda församling
- Torps församling

## Kontraktsprostar
- 1830-1839 Petter Emanuel Rhedin, kyrkoherde i Tjörn (Stenkyrka)
- 1839-1859 Nils Johan Sjöstedt, kyrkoherde i Tegneby
- 1860-1883 Carl August Heuman, kyrkoherde i Morlanda
- 1883-1904 Daniel Edward Wannberg, kyrkoherde i Tegneby
- 1904-1916 Hugo Bror Herman Crona, kyrkoherde i Stenkyrka
- 1916-1921 Carl Theodor Ljunggren, kyrkoherde i Morlanda
- 1921-1925 Oskar Vilhelm Hedenlund, kyrkoherde i Myckleby
- 1925-1957 John Axel Rehnberg, kyrkoherde i Morlanda
- 1957-1974 Harry Fritiof August Josefson, kyrkoherde på Skaftö
- 1974-1979 Bertil Långström, kyrkoherde i Myckleby
- 1979-2000 Hans Karlsson, kyrkoherde i Rönnäng
- 2000-2007 Maths Håland, kyrkoherde i Morlanda